# 후회하지 않겠다
"후회하지 않겠다"는 1965년 공개된 대한민국의 영화이다.

## 배역
- 최무룡
- 김지미
- 엄앵란
- 방성자
- 주연
- 이빈화
- 최남현
- 장훈
- 주선태
- 양훈
- 성소민
- 장인환
- 김정철